# Isabel Pires de Lima
Maria Isabel da Silva Pires de Lima (* 17. Juli 1952 in Braga) ist eine parteilose portugiesische Politikerin. Für drei Jahre (2005–2008) war sie Kulturministerium im ersten Kabinett Sócrates, derzeit besitzt sie noch ein Mandat als Mitglied der Fraktion der Sozialistischen Partei (PS).

## Leben
Pires de Lima beendete ihr Studium der Romanischen Philologie mit der in Portugal üblichen Lizenziatur (licenciatura) und wurde anschließend in Portugiesischer Literatur promoviert, wobei sie sich auf die Werke Eça de Queiroz’ spezialisierte. Später arbeitete sie als Professorin für Portugiesische Literatur an der Geisteswissenschaftlichen Fakultät der Universität Porto. 
Als anerkannte Literaturwissenschaftlerin war sie bereits in verschiedenen Gremien vertreten. Unter anderem leitete sie als Präsidentin den portugiesischen Schriftstellerverband, war Mitglied im Finanzrat des Internationalen Lusitanistenverbandes, Mitglied der Exekutivkommission der Kulturrates der Stiftung Eça de Queiroz und Mitglied der Wissenschaftskommission des Programms Lusitânia. Auch trat sie als Queiroz-Spezialistin auf verschiedenen Fachtagungen auf, unter anderem auf dem 1995 stattfindenden „Colóquio Internacional Eça de Queiroz - 150 anos do nascimento“ (Internationales Queiroz-Kolloquium anlässlich seines 150. Geburtstages), dem „Neorealismo/Neorealismos“ (1996) sowie auf der Konferenz „Encontro de Literaturas Ibero-Americanas“ 1998. 
Seit 1999 (VIII. Periode) ist Pires de Lima Mitglied im portugiesischen Parlament, der Assembleia da República, und war auch in den folgenden beiden Legislaturperioden (IX. und X.) vertreten. Nach der Parlamentswahl am 20. Februar 2005 berief der designierte Premierminister José Sócrates Pires de Lima als neue Kulturministerin. Dieses Amt übte sie bis zu ihrem Rücktritt am 30. Januar 2008 aus. Als Beweggründe für den Rücktritt wurde vor allem die öffentliche Kritik bezüglich der Sparprogramme ihres Ministeriums genannt. Der Rechtsanwalt und bisheriger Leiter der Fundação Berardo, José António de Melo Pinto Ribeiro, übernahm daraufhin das Ressort.